# 伊斯兰改革与指引协会
伊斯兰改革与指引协会是印度尼西亚的一个从事教育和宗教活动的组织。该组织成立于1914年9月6 日，于1915年8月11日获得荷兰殖民政府的法律承认。

## 组织
协会运作基于以下五项原则：
1. 通过净化灵修和祈祷免受多神教因素的污染来坚持一神教义；
2. 实现穆斯林之间的平等，寻求《古兰经》和《圣训》的法律判决，遵循萨拉夫（英语：salaf）的方式解决一切有争议的宗教问题。
3. 打击与“阿格勒（英语：'Aql）”（理性）和“纳克勒”（古兰经和圣训）相冲突的所谓“塔格利德”（盲目接受）；
4. 传播真主认可的伊斯兰科学和阿拉伯文化；
5. 努力在印度尼西亚穆斯林和阿拉伯人之间建立相互理解。

该组织的社会建设包括建有学校、孤儿院、疗养院和医院。